# Anna Patzaková-Jandová

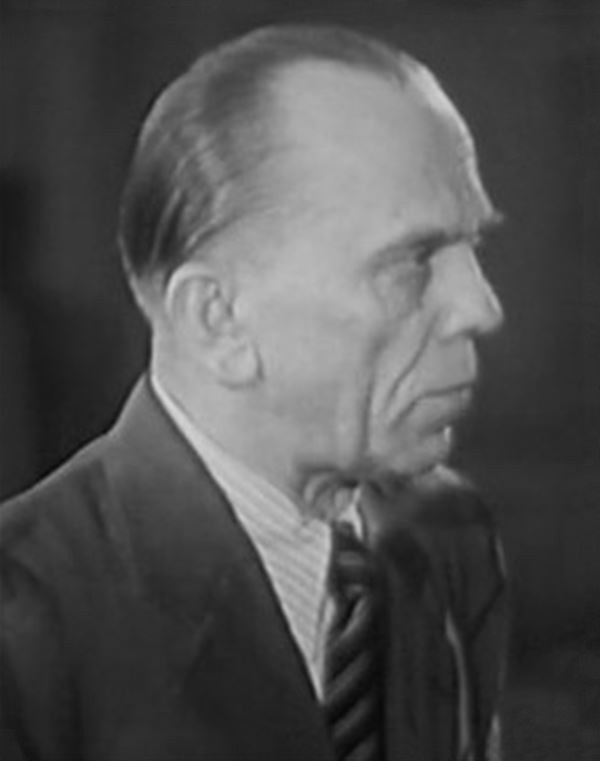
Její manžel Václav Patzak, někdy uváděn jako Václav Pacák (* 20. února 1891 Plzeň – 8. dubna 1954 Praha)

Anna Patzaková-Jandová (6. června 1895 Plzeň – 12. února 1990 Heřmanův Městec) byla česká muzikoložka, spisovatelka, novinářka, redaktorka a překladatelka.

## Životopis
Rodičemi Anny Jandové byli Petr Janda, kovář při c. k. státní dráze v Plzni, (nar. 24. 6. 1868) a Marie Jandová-Benešová (nar. 13. 5. 1874), sezdáni 21. 8. 1894. Měla čtyři sourozence: Marii Jandovou (1898–1899), Marii Jandovou (nar. 18. 6. 1903), Karla Jandu (1904–1904) a JUDr. Bohuslava Jandu (nar. 2. 9. 1904). Manželem Anny Jandové se stal Václav Patzak (20. 2. 1891 Plzeň – 8. 4. 1954 Praha) pedagog, publicista, osvětový a politický činitel.
Anna Patzaková-Jandová absolvovala obchodní školu v Plzni a soukromě studovala hru na klavír u Karla Hoffmeistera (1912–1918). Roku 1920 vystoupila z církve katolické. V roce 1923 maturovala v Praze na reálném gymnáziu a pokračovala ve studiích na Karlově univerzitě v oboru hudební věda u Zdeňka Nejedlého (1925–1929). Studia ale nedokončila.
Od 26 let publikovala kritiky v plzeňském tisku (deníku Nová doba, měsíčníku Česká stráž a deníku Národní osvobození). Přispívala do Nové svobody, Dělnické osvěty, Tempa a Prager Rundschau. Redigovala časopis Smetana (1936–1938). Ve 30. letech pracovala v hudební redakci pražského rozhlasu. Podílela se na založení Společnosti Otakara Ostrčila, jíž byla jednatelkou (1935–1939 a po roce 1956). Popularizovala zejména hudební umění Bedřicha Smetany a jeho následovníků Zdeňka Fibicha, Otakara Ostrčila a Otakara Jeremiáše.
Za okupace žila v Anglii (1939–1945), kde usilovala o propagaci české hudby, organizovala přednášky a koncerty a pracovala v českém vysílání BBC. V letech 1942–1945 redigovala v Londýně politický měsíčník Nová svoboda.
Po válce začala opět pracovat v Československém rozhlasu, byla jednatelkou Společnosti B. Smetany, místopředsedkyně Výboru československých žen, členkou Ústředního výboru Svazu československo-sovětského přátelství a jednatelkou jeho hudební sekce. V letech 1948–1950 zastávala funkci vedoucí katedry hudební vědy na Karlově univerzitě. V prosinci 1950 byla zatčena a odsouzena ve vykonstruovaném procesu s jejím manželem. Na svobodu se po delší době dostala, ale manžel ve vězení zemřel. V Praze XII bydlela na adrese Záhřebská 32.

## Dílo

### Spisy
- Hynek Palla – (in: Sborník prací k 50. narozeninám Zdeňka Nejedlého. Praha: 1929)
- Klavírní skladby Josefa Bohuslava Foerstra (in: Památník Foerstrův 1929)
- Foerster dnes (in: J. B. Foerster, jeho životní pouť a tvorba, Praha 1929)
- Dějiny plzeňského divadla – 1930
- Opera ND a státní správa (in: Listy pro umění a kritiku III, 1935, č. 16)
- Göteborg a Bedřich Smetana (in: Smetana, II/1937–38, 105)
- Über die tschechische Oper (in: Prag heute, ed. Fr. Warschauer, 1937)
- Opera jako umělecký a politický výraz státu (in: Smetana I, 1936/37)
- Artuš Rektorys (in: O Zdeňku Nejedlém: stati a projevy k jeho šedesátinám, Praha 1938)
- Z odstupu deseti let (in: Sborník Národního divadla vzpomíná desátého výročí smrti O. Ostrčila, Praha 1945)
- O naší kulturní práci za války v Británii (in: Nová svoboda XXII, č. 16–17)
- Vít Nejedlý (Hudební rozhledy, roč. 2, 1950, č. 6)
- Mozart v repertoáru O. Ostrčila – Praha: s. n., 1960

### Překlady
- Manželství: román – H. G. Wells; z angličtiny. Praha: Družstevní práce, 1930

### Jiné
- Sborník prací k padesátým narozeninám profesora Zdeňka Nejedlého : 1878–1928 – vydali jeho žáci za redakce A. J. Patzakové a Mirka Očadlíka. Praha: František Borový, 1929
- Prvních deset let Československého rozhlasu – uspořádala. Praha: Radiojournal, 1935
- Mládí Bedřicha Smetany – Praha: Společnost Československého Červeného kříže, 1935
- Šedesát let Artuše Rektoryse: Stati spolupracovníků a přátel ke dni 20. ledna 1937 – redigovala. Praha: Melantrich, 1937
- Španělsku – V. Mandler; František Nechvátal; A J. Patzaková; Jaroslav Seifert. Praha: Výbor pro pomoc demokratickému Španělsku, Praha-Smíchov: Melantrich. 1937
- 30 let sovětské hudby – Praha: Orbis, 1947
- O Zdeňku Nejedlém: stati a projevy k jeho šedesátinám – redigovali Anna J. Patzaková, Artuš Rektorys. Praha: Melantrich, 1938
- Výstava Puškin, 1799–1949 – Alexander Sergějevič Puškin: Věnceslava Havlíčková; Puškin v české literatuře: Helena Procházková; Stručný průvodce výstavou: Václav Čejchan, Anna Patzaková a Helena Procházková. Zrcadlový sál Klementina, 31. května 1949–30. června 1949.
- Otakar Ostrčil, Otakar Jeremiáš ve svých dopisech, v práci a zápasech o pokrokovou linii českého umění – uspořádala. Praha: Společnost Otakara Ostrčila, 1959
- Zdeněk Nejedlý o Bedřichu Smetanovi – edičně připravil a předmluvu napsal Jaroslav Jiránek; předběžné materiály shromáždila a komentář napsala A. J. Patzaková. Praha: Academia, 1980